# Свіден (Нью-Йорк)
Свіден (англ. Sweden) — місто (англ. town) в США, в окрузі Монро штату Нью-Йорк. Населення — 13 244 особи (2020).

## Демографія
Згідно з переписом 2010 року, у місті мешкало 14 175 осіб у 4919 домогосподарствах у складі 2627 родин. Було 5190 помешкань
Расовий склад населення:
| - 92,5 % — білих - 3,2 % — чорних або афроамериканців - 1,4 % — азіатів - 0,2 % — корінних американців |

До двох чи більше рас належало 1,9 %. Частка іспаномовних становила 3,5 % від усіх жителів.
За віковим діапазоном населення розподілялося таким чином: 15,2 % — особи молодші 18 років, 75,5 % — особи у віці 18—64 років, 9,3 % — особи у віці 65 років та старші. Медіана віку мешканця становила 24,4 року. На 100 осіб жіночої статі у місті припадало 92,6 чоловіків;  на 100 жінок у віці від 18 років та старших — 90,4 чоловіків також старших 18 років.
Середній дохід на одне домашнє господарство  становив 67 112 долари США (медіана — 50 317), а середній дохід на одну сім'ю — 84 536 доларів (медіана — 68 516). Медіана доходів становила 51 402 долари для чоловіків та 36 826 доларів для жінок. За межею бідності перебувало 18,5 % осіб, у тому числі 8,7 % дітей у віці до 18 років та 4,0 % осіб у віці 65 років та старших.
Цивільне працевлаштоване населення становило 6592 особи. Основні галузі зайнятості: освіта, охорона здоров'я та соціальна допомога — 35,3 %, роздрібна торгівля — 16,9 %, виробництво — 10,8 %, мистецтво, розваги та відпочинок — 9,0 %.